# خیییتسه
خیییتسه (به چکی: Chyjice) یک منطقهٔ مسکونی در جمهوری چک است که در شهرستان ییچین واقع شده‌است.